# Iamne, Novhorod-Siverskîi
Iamne (în ucraineană Ямне) este un sat în comuna Buda-Vorobiivska din raionul Novhorod-Siverskîi, regiunea Cernihiv, Ucraina.

## Demografie
Componența lingvistică a localității Iamne
     Rusă (100%)
Conform recensământului din 2001, toată populația localității Iamne era vorbitoare de rusă (100%).